# Une bien belle journée
Pour plus de détails, voir Fiche technique et Distribution.
Une bien belle journée (Che bella giornata) est une comédie italienne de Gennaro Nunziante sortie en 2011.
C'est le deuxième film dans lequel l'humoriste apulien Checco Zalone joue le rôle principal, après Cado dalle nubi (it) en 2009, également réalisé par Nunziante.

## Synopsis
Checco, un homme qui travaille comme videur dans une boîte de nuit de Brianza, rêve de devenir carabinier comme son oncle Giuseppe Capobianco, mais il est rejeté par le colonel Gismondo Mazzini après son troisième entretien en un an. Grâce à la recommandation de l'archevêque de Milan, Checco parvient à devenir agent de sécurité à la cathédrale de Milan. Alors qu'il travaille à la cathédrale, il rencontre Farah, une femme arabe qui se fait passer pour une étudiante en architecture afin d'avoir accès à la Madonnina. Farah, avec l'aide de son frère et de deux autres complices, projette de placer un engin explosif aux pieds de la Madonnina pour venger l'assassinat de sa famille dans un attentat à la bombe non spécifié. Checco emmène Farah dans un trullo délabré, qu'il a hérité de son grand-père à Alberobello. Checco souhaite que le trullo soit démoli, mais cela coûterait 10 000 €. Alors qu'ils passent du temps ensemble, Checco tombe amoureux de Farah.
Farah est partagée entre son projet terroriste de détruire la cathédrale de Milan et l'amitié et la gentillesse que lui témoignent Checco et sa famille. Avant de retourner dans son pays, Farah donne à Checco une valise qui est censée contenir la bombe, en lui disant de ne pas l'ouvrir avant d'atteindre la Madonnina. Lorsque Checco ouvre la valise, il découvre la maquette d'une maison qui dissimule le mécanisme d'activation de la bombe. La bombe, que Farah avait manifestement placée dans le trullo de Checco, explose, le démolissant comme Checco le souhaitait.
Tout au long du film, Checco mentionne continuellement (bien que certains apparaissent également) des membres de sa famille qui partagent le nom de famille « Capobianco », ce qui constitue un gag récurrent.

## Fiche technique
- Titre original italien : Che bella giornata[1]
- Titre français : Une bien belle journée[2]
- Réalisateur : Gennaro Nunziante
- Scénario : Gennaro Nunziante, Checco Zalone
- Photographie : Federico Masiero
- Montage : Pietro Morana
- Musique : Checco Zalone
- Décors : Sonia Peng
- Costumes : Mary Montalto
- Production : Pietro Valsecchi
- Sociétés de production : Medusa Film, Taodue (it)
- Pays de production :  Italie
- Langue originale : italien
- Format : Couleur - 1,85:1 - Son Dolby Digital - 35 mm
- Durée : 92 minutes
- Genre : Comédie
- Dates de sortie :
  - Italie : 5 janvier 2011
  - France : 1er novembre 2011 (Festival du film italien de Villerupt[3])

## Distribution
- Checco Zalone : lui-même
- Tullio Solenghi : Cardinal Rosselli
- Rocco Papaleo : Nicola Zalone
- Herbert Ballerina : Giovanni
- Caparezza : lui-même
- Ivano Marescotti : Colonel Gismondo Mazzini
- Paolo De Vita : Maresciallo Giuseppe Capobianco
- Nabiha Akkari : Farah Sadir
- Isabelle Adriani : Mercedes
- Anna Rita Del Piano : Anna Capobianco
- Giustina Buonomo : Grand-mère Rosa
- Anna Bellato : Maria
- Cinzia Mascoli : Rossella Mazzini
- Mehdi Mahdloo : Sufien Sadir
- Matteo Reza Azchirvani : le premier terroriste arabe n° 1
- Hossein Taheri : le deuxième terroriste arabe
- Andrea Bonella : Médiateur religieux
- Adriano Mancini : Quaestor
- Michele Alhaique : Don Ivano
- Bruno Armando : chef des renseignements
- Anis Gharbi : le troisième terroriste arabe
- Mariangela Eboli : Susi
- Maurizio Tabani : le père de Don Ivano